# Peltasterella ocoteae
Peltasterella ocoteae är en svampart som beskrevs av Bat. & Cavalc. 1959. Peltasterella ocoteae ingår i släktet Peltasterella, divisionen sporsäcksvampar och riket svampar.   Inga underarter finns listade i Catalogue of Life.